# Zabierażnica
Zabierażnica (biał. Заберажніца; ros. Забережница, Zabierieżnica) – wieś na Białorusi, w obwodzie homelskim, w rejonie lelczyckim, w sielsowiecie Bujnowicze.